# Joos van Cleve

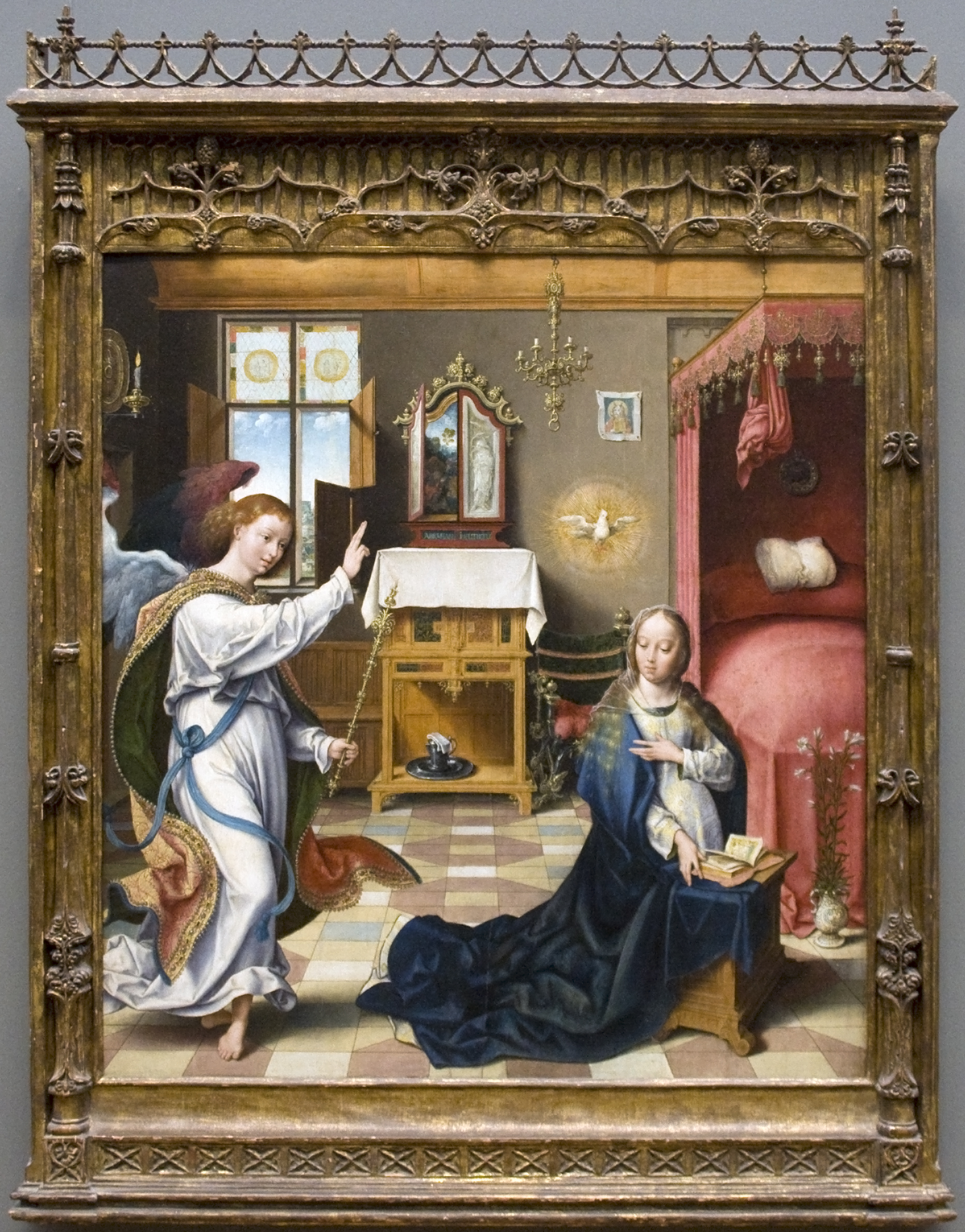
Angyali üdvözlet

Joos (néha Joost)  van Cleve (vagy van  Beke ) (Kleve? 1480/90 körül - Antwerpen 1540/41) németalföldi festő. Antwerpenben tevékenykedett 1511 és 1540 között. Halála 1540 novembere és 1541 áprilisa közé esik.

## Élete
Ebben az időszakban mintegy 20 Van Cleef vagy Van Cleve űzte festői mesterségét Antwerpenben, de nem tudni, hogy a közülük ismertebb Henry, Martin, és William (az ifjabb) rokona volt-e. (Ebben a korban a családnevek még elég bizonytalanok voltak, gyakran ragadványnévként kapták őket, például szülőhelyük után.) Apjáról, Williamról (az idősebbről), annyit tudunk, hogy tagja volt az antwerpeni akadémiának, amelynek később Joos is tagja lett.
Ő az apja Cornelis (Sotte Cleef) van Cleve festőnek (1520-1569 k.).

## Munkássága

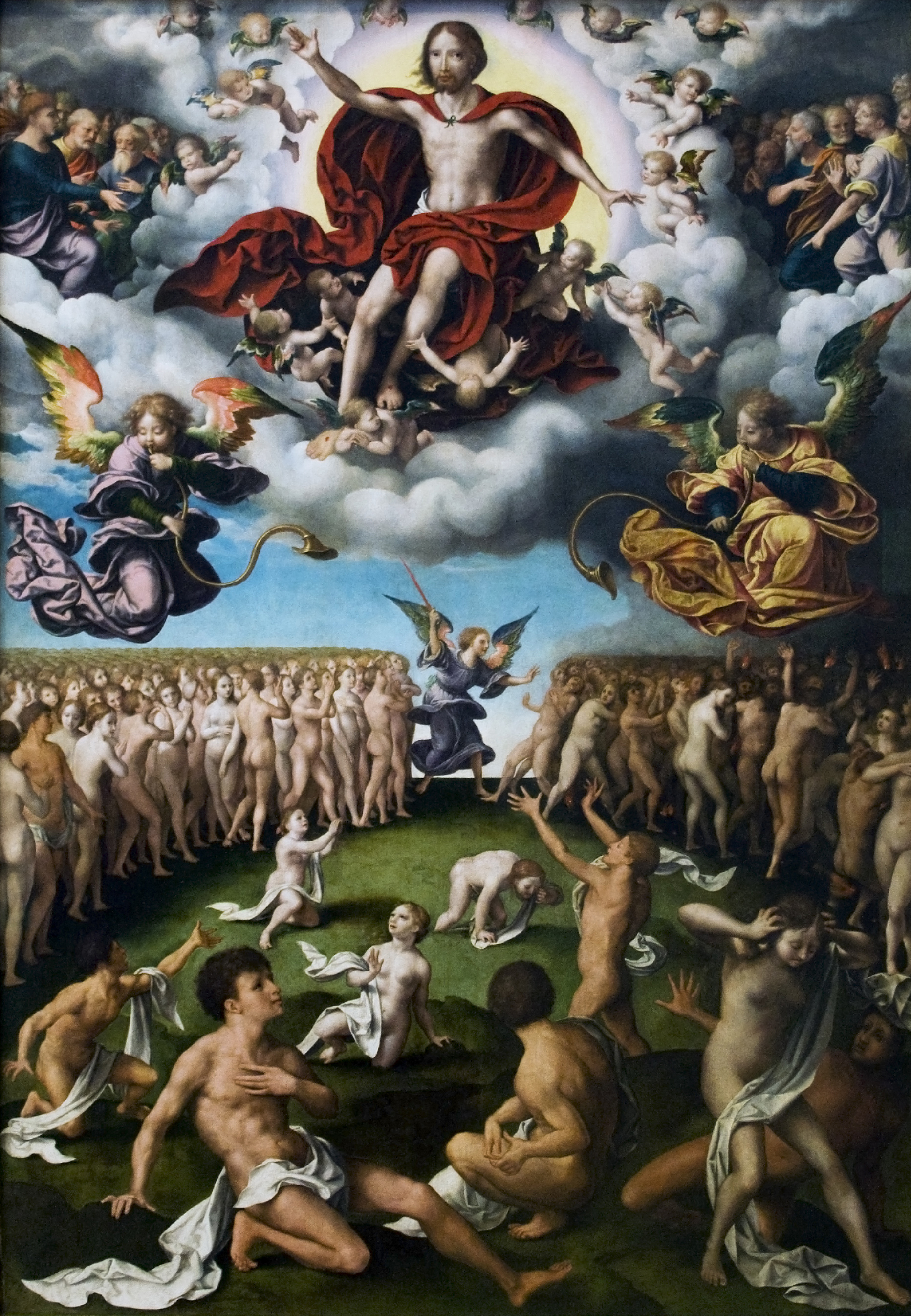
Utolsó ítélet

Főleg vallásos témájú festményeiről, valamint portréiről híres. Többször együttműködött Joachim Patinir tájképfestővel.
Festészetében egyesíti a kor északi és déli stílusirányzatait. A korabeli „művészeti piac” igényeihez alkalmazkodva egyes kompozícióit újra meg újra megfestette.
Az itt látható Angyali üdvözletén a szoba berendezése a korabeli antwerpeni divatnak megfelelően már itáliai példákat követ, szemben a korábban szokásos holland népi lakberendezési motívumokkal.
Utolsó ítélet című képe a legambiciózusabb kompozíciói közé tartozik. Krisztus alakjának megformálását láthatóan a Laokoon szoborcsoport is inspirálhatta, a meztelen alakoknál pedig Raffaello hatása figyelhető meg. Érdekes módon az ítélkezést egyedül Krisztus végzi, Szűz Mária és Keresztelő Szent János segédkezése nélkül. Ez az ikonográfia arra utal, hogy talán egy protestantizmus felé hajló megrendelő számára készült a kép.
A Keresztrefeszítést ábrázoló, ragyogó részletekkel rendelkező triptichon kitűnő állapotban maradt ránk. A hátteret alkotó tájképi részeket Joachim Patinir vagy egy követője festhette, míg az alakok megformálása Joos van Cleve munkája.
Az alkotás valószínűleg egy itáliai megrendelő számára készült. Erre utal, hogy a mű Genovában bukkant fel, és a rajta ábrázolt szentek, Páduai Szent Antal és Tolentinói Szent Miklós Dél-Európában voltak különösen népszerűek. A triptichon kerete is eredeti, csak az aranyozás lett felfrissítve.

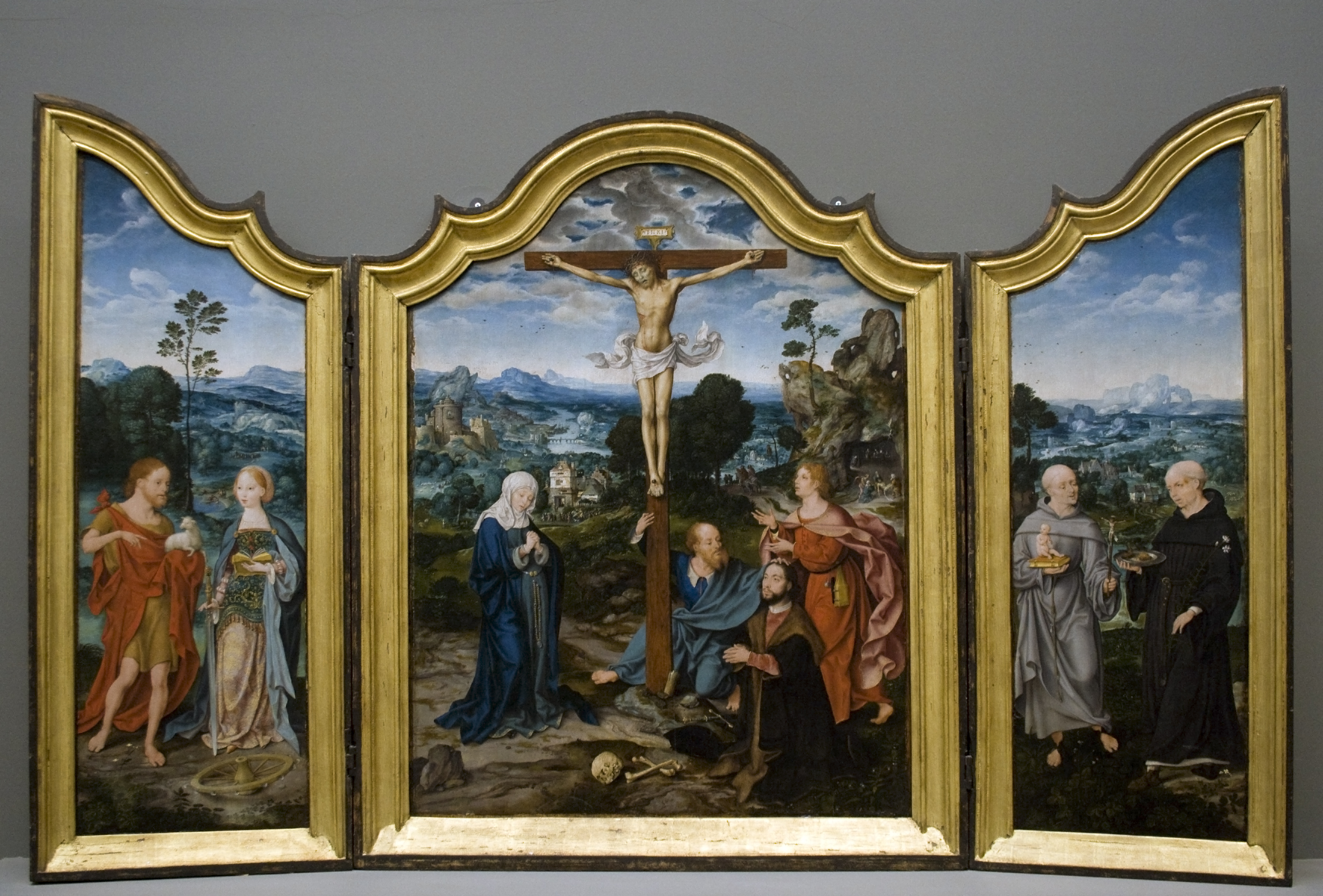
Keresztrefeszítés - egy adakozó portréjával